# Antarctica (bière)
Pour les articles homonymes, voir Antarctica.

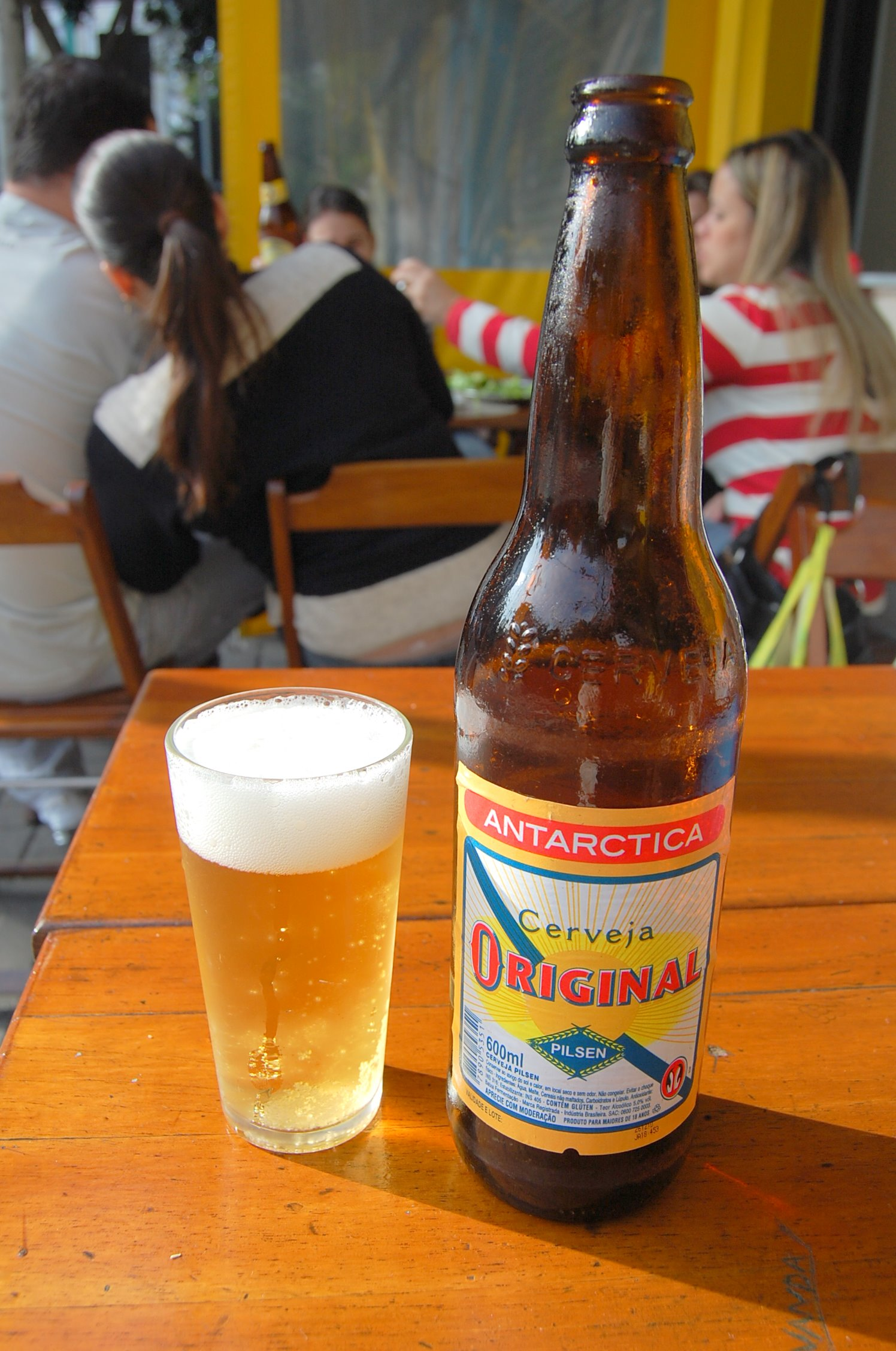

Antarctica est une bière brésilienne, d'abord fabriquée par la Companhia de Bebidas das Américas. Actuellement, est produit par InBev. Companhia Paulista Antarctica été fondée en 1885 et était initialement un abattoir de porcs, propriété de Joaquim Salles avec d'autres membres, situé dans le quartier d'Agua Blanca, dans la ville de São Paulo. 